# Ménil-Froger

Ménil-Froger este o comună în departamentul Orne, Franța. În 1 ianuarie 2022 avea o populație de 62 de locuitori.